# Ibrahim Egal
Muhammad Haji Ibrahim Egal (o Maxamed Xaaji Ibraahim Cigaal) (1928 - 2002) fue un político, expresidente de la Somalilandia. Mohamed Haji Ibrahim Egal (somalí: Maxamed Xaaji Ibraahim Cigaal, árabe: محمد حاجي إبراهيم عقال; 15 de agosto de 1928 - 3 de mayo de 2002) fue un político somalí que se desempeñó como presidente de Somalilandia desde 1993 hasta su muerte en 2002. Anteriormente fue primer ministro del Estado de Somalilandia entre el 26 de junio y el 1 de julio de 1960 y primer ministro de la República Somalí durante once días en 1960 y de nuevo entre 1967 y 1969.
- Primer ministro de Somalilandia Británica (1948 - 1960)
- Primer ministro de Somalia (1960, 1967 - 1969)
- Ministro de Exteriores de Somalia (1967 - 1969)
- Presidente de Somalilandia (1993 - 2002)

## Biografía
Egal nació en 1928, en Odweyne, entonces parte de la Somalilandia Británica. Proviene de la subdivisión Issa Musse del clan Habar Awal de Isaaq.
Completó su educación primaria, intermedia y secundaria en la antigua Somalilandia Británica y luego se trasladó al Reino Unido. Egal estaba casado con Asha Saeed Abby, y juntos tuvieron tres hijos y dos hijas.
Egal logró desarmar y rehabilitar a los grupos rebeldes, se estabilizó la región occidental del norte y la economía de Somalia, ha logrado establecer el comercio bilateral con los países extranjeros para introducir la nueva moneda de Somalia, el chelín Somalilandia, así como el pasaporte nacional y la bandera de Somalilandia, la fuerza armada y policial más poderosa y poderosa de Somalia.
A lo largo de su mandato como Presidente de la República de Somalilandia, Egal dedicación a la causa secesionista ha sido cuestionada y desafiada por los extremistas, en particular en el Movimiento Nacional Somalí (SNM), que pensaba que todavía esperaba reconciliarse con otros actores políticos en el resto de Somalia. En agosto de 2001, Egal sobrevivió con una votación sobre una moción presentada por varios parlamentarios regionales que lo acusaba de continuar el separatismo sin entusiasmo. [Diez] En una entrevista con IRIN ese año, el líder del SNM, Abdirahman Awale, dijo también acerca de Egal que "cuando dice que es por la independencia, que es sólo para el consumo local. dijo algo a la gente de aquí, pero dejó en claro dijo que Somalia se uniría un día. dijo hablaremos con los sureños cuando nettoyeront su casa y negociar con ellos. .. Dice una cosa a la gente y una cosa diferente a la comunidad internacional ". 
Egal murió el 3 de mayo de 2002 en Pretoria, Sudáfrica, mientras se sometía a una cirugía en un hospital militar. Su cuerpo fue enviado de regreso a Somalilandia para un funeral nacional. Sus tres hijos lo dejaron descansar junto a su padre, de acuerdo con sus últimos deseos. Unas 4.000 personas en luto habrían asistido al entierro de Berbera, y el parlamento regional dijo que siete días de luto. Sin embargo, las banderas de Somalilandia no volaron a medio palo ya que el emblema en ellas incluye a Shahadah, la palabra más sagrada del Islam. Dahir Rayale Kahin juró al día siguiente como el nuevo presidente.

## Carrera
Egal saludando a la bandera somalí con motivo de la ceremonia de independencia de Somalilandia el 26 de junio de 1960
primer ministro del Estado de Somalilandia
El 26 de junio de 1960, Egal fue primer ministro del recién independizado Estado de Somalilandia, que se fusionó cinco días después con el antiguo Territorio en Fideicomiso de Somalia para formar la República Somalí el 1 de julio de 1960.

### Labor gubernamental
Se desempeñó como ministro de Defensa de la primera República Somalí (1960-1962), ministro de Educación (1962-1963), primer ministro (1967-1969) y embajador en la India (1976-1978), aunque fue encarcelado dos veces bajo la dictadura de Barre.

### Primer ministro de la República Somalí
En 1967, Abdirashid Ali Shermarke fue elegido presidente y nombró a Egal como primer ministro. El ascenso de Muhammad Haji Ibrahim Egal al cargo de primer ministro fue financiado en gran parte por miles de dólares en apoyo encubierto a él y a otros elementos prooccidentales del partido gobernante Liga de la Juventud Somalí por parte de la Agencia Central de Inteligencia de Estados Unidos. 
Todavía era el primer ministro y estaba en Washington D. C., cuando el presidente Abdirashid Ali Shermarke fue asesinado el 15 de octubre de 1969. Poco después, el recién creado Consejo Supremo Revolucionario (CRS), dirigido por el general de división Siad Barre, el general de brigada Mohamed Ainashe Gule, el teniente coronel Salaad Gabeyre Kediye y el jefe de policía Jama Korshel, tomó el poder.   Posteriormente, la SRC cambió el nombre del país a República Democrática Somalí, arrestó a miembros del antiguo gobierno civil, prohibió los partidos políticos, disolvió el parlamento y el Tribunal Supremo, y suspendió la constitución.  Egal fue uno de los políticos detenidos por la SRC por su destacado papel en los primeros años del gobierno de la nación. Finalmente fue liberado y fue nombrado embajador en la India (1976-1978) antes de que el régimen de Barre lo encarcelara nuevamente por cargos de conspiración hasta 1985.

### Presidente de Somalilandia
Egal logró desarmar y rehabilitar con éxito a los grupos rebeldes, estabilizó la región noroeste y la economía de Somalilandia, logró establecer con éxito el comercio bilateral con países extranjeros, introdujo la nueva moneda de Somalilandia, el chelín de Somalilandia, así como el pasaporte de Somalilandia y la bandera nacional de Somalilandia.
A lo largo de su mandato como presidente de la República de Somalilandia, la dedicación de Egal a la causa secesionista fue puesta en duda y cuestionada por los partidarios de la línea dura, en particular dentro del Movimiento Nacional Somalí (SNM), que creían que, en última instancia, todavía esperaba reconciliarse con otros actores políticos en el resto de Somalia. En agosto de 2001, Egal sobrevivió por un voto a una moción presentada por varios parlamentarios regionales en la que se le acusaba de perseguir el separatismo a medias.   En una entrevista con IRIN el mismo año, el líder del SNM, Abdirahman Awale, también dijo de Egal que "cuando dice que está a favor de la independencia, es sólo para el consumo local. Le dice una cosa a la gente de aquí, pero en sus discursos en otros lugares ha declarado claramente que Somalia se unirá algún día. Dice que hablaremos con los sureños cuando limpien su casa y negociar con ellos... Le dice una cosa al público y otra a la comunidad internacional". 

## Muerte
Egal murió el 3 de mayo de 2002 en Pretoria, Sudáfrica, mientras era operado en un hospital militar. Su cuerpo fue devuelto a Somalilandia para un funeral de Estado, tras el cual sus tres hijos lo enterraron junto a su padre, de acuerdo con sus últimos deseos. Según los informes, alrededor de 4.000 dolientes asistieron a su entierro en Berbera, y el parlamento regional declaró siete días de luto. Dahir Rayale Kahin prestó juramento al día siguiente como nuevo presidente. 